# Linkukero
Linkukero är en kulle i Finland. Den ligger i Kolari kommun och landskapet Lappland, i den norra delen av landet, 800 km norr om huvudstaden Helsingfors. Toppen på Linkukero är 462 meter över havet, eller 106 meter över den omgivande terrängen. Bredden vid basen är 3,8 km.
Terrängen runt Linkukero är platt norrut, men söderut är den kuperad.  Trakten runt Linkukero är nära nog obefolkad, med mindre än två invånare per kvadratkilometer. Närmaste större samhälle är Äkäslompolo, 17,8 km söder om Linkukero. 